# 口头表决
口头表决，又称为声音表决（voice vote），一般是指立法机构采取的表决方式。
口头表决，被认为是最简单、最快捷的表决程序。主持人通常会向大会提问，要求赞成的说“是”或“赞”，然后要求反对者说“不”，最后估计结果。一般用于情况比较明确的表决程序。如果两方非常接近，则需要更加精确的表决方式，如起立表决，或者投票表决。